# Tenor
Tenor je drugi najvišji možen moški glas (za counter tenorjem). V štiridelni harmoniji je nad baritonom in basom ter pod altom. 
Povprečni tenorist ima tako razpon med C3 in C5. Glede na tip opere se tenorji naprej delijo na več podvrst.  